# Episodi de I Durrell - La mia famiglia e altri animali (quarta stagione)
La quarta e ultima stagione della serie televisiva I Durrell - La mia famiglia e altri animali, composta da 6 episodi, è stata trasmessa sul canale britannico ITV dal 7 aprile al 12 maggio 2019.
In Italia, la stagione è andata in onda sul canale a pagamento La EFFE dal 20 marzo al 3 aprile 2020. In chiaro verrà trasmessa su Rai 2 dal 6 al 20 giugno 2021.
| nº | Titolo originale | Titolo italiano     | Prima TV Regno Unito | Prima TV Italia |
| -- | ---------------- | ------------------- | -------------------- | --------------- |
| 1  | Episode 1        | Il ricercato        | 7 aprile 2019        | 20 marzo 2020   |
| 2  | Episode 2        | Troppi uomini       | 14 aprile 2019       | 20 marzo 2020   |
| 3  | Episode 3        | Dimitra             | 21 aprile 2019       | 27 marzo 2020   |
| 4  | Episode 4        | Prove di pace       | 28 aprile 2019       | 27 marzo 2020   |
| 5  | Episode 5        | L'approdo del re    | 5 maggio 2019        | 3 aprile 2020   |
| 6  | Episode 6        | L'ultimo spettacolo | 12 maggio 2019       | 3 aprile 2020   |